# Cemitério Raadi

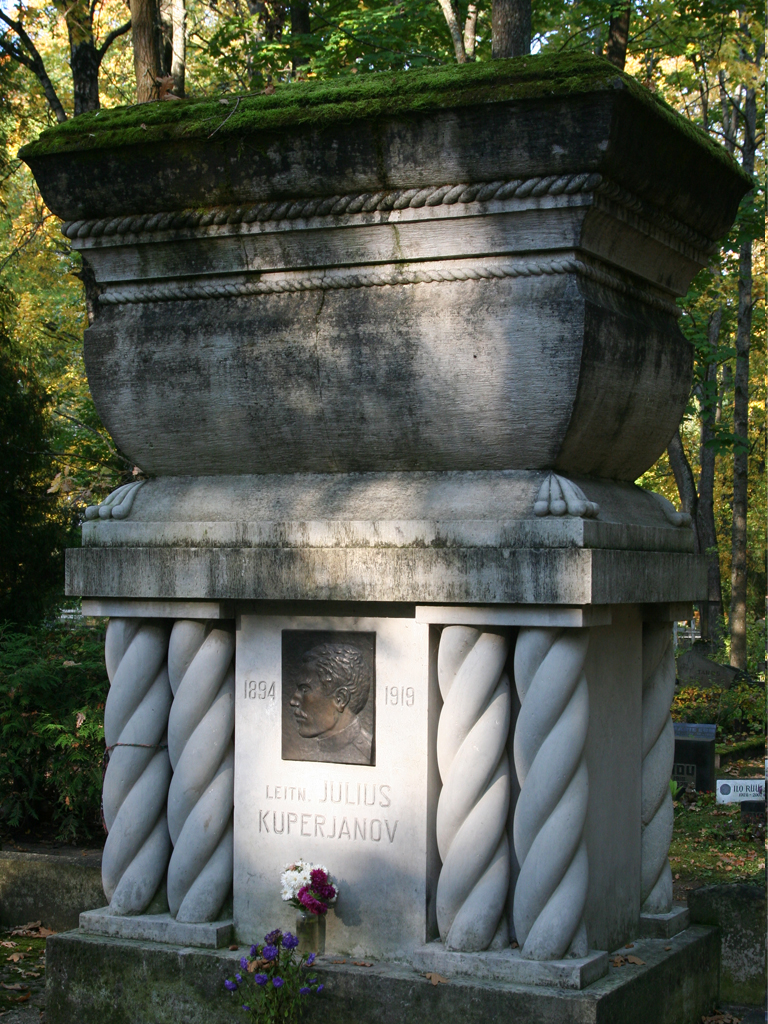
Monumento de Julius Kuperjanov

O Cemitério Raadi, (em estoniano:  Raadi kalmistu) é o mais antigo e maior cemitério de Tartu, Estônia, datando de 1773. Muitas personalidades históricas proeminentes estão sepultadas neste cemitério. É também o maior cemitério germano-báltico na Estônia, após a destruição do Cemitério Kopli em Tallinn pelas forças de ocupação soviéticas. Até 1841 era o único cemitério da cidade.
O cemitério atualmente inclui várias seções menores de campos de sepultamento, o mais antigo dos quais data de 1773.

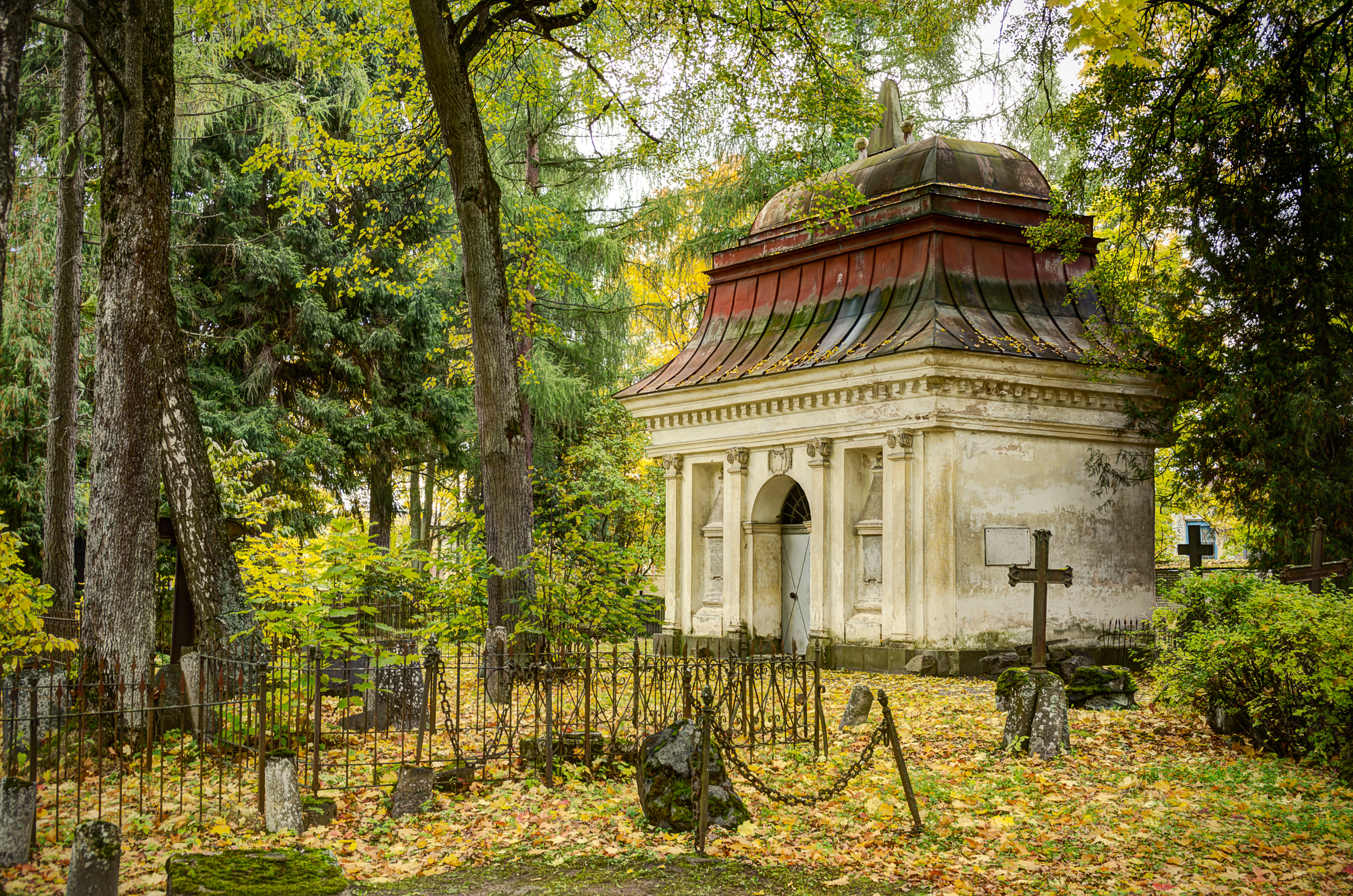
Capela Teller, 1794

## Sepultamentos
- Franz Aepinus (1724-1802), físico
- Betti Alver (1906–1989), poeta
- Paul Ariste (1905–1990), linguista
- Lauri Aus (1970–2003), ciclista
- Karl Ernst von Baer (1792–1876), biologista
- Friedrich Bidder (1810–1894), fisiologista
- Alexander von Bunge (1803–1890), botanista
- Karl Ernst Claus (1796–1864), químico e naturalista
- Karl Gottfried Konstantin Dehio (1851–1927), internista
- Jaan Eilart (1933–2006), fitogeógrafo e conservacionista
- Friedrich Robert Faehlmann (1798–1850), filólogo
- Anna Haava (1864–1957), poeta e tradutor
- Miina Härma (1864–1941), compositor
- Gregor von Helmersen (1803–1885), geólogo
- Samuel Gottlieb Rudolph Henzi (1794–1829), orientalista e teólogo
- Johann Voldemar Jannsen (1819–1890), jornalista e poeta
- Harald Keres (1912–2010), físico
- Amalie Konsa (1873–1949), atriz
- Friedrich Reinhold Kreutzwald (1803–1882), escritor
- Olevi Kull (1955–2007), ecologista
- Eerik Kumari (1912–1984), naturalista e conservationist
- Julius Kuperjanov (1894–1919), comandante militar
- Raine Loo (1945–2020), atriz
- Oskar Loorits (1900–1961), folclorista
- Yuri Lotman (1922–1993), semiótico e culturologista
- Leonhard Merzin (1934–1990), ator
- Otto Wilhelm Masing (1763–1832), escritor
- Uku Masing (1909–1985), filósofo e folclorista
- Viktor Masing (1925–2001), ecologista
- Zara Mints (1927–1990), cientista literário
- Friedrich Parrot (1791–1841), naturalista e viajante
- Ludvig Puusepp (1875–1942), cirurgião
- Edmund Russow (1841–1897), biologista
- August Sabbe (1909–1978), Irmãos da Floresta
- Hermann Guido von Samson-Himmelstjerna (1809–1868), médico
- Carl Schmidt (1822–1894), químico
- Gustav Teichmüller (1832–1888), filósofo
- Hugo Treffner (1845–1912), pedagogo
- Mihkel Veske (1843-1890), poeta e linguista